# 세포 래튀
세포 헨리크 래튀(핀란드어: Seppo Henrik Räty, 1962년 4월 27일~)는 핀란드의 육상 선수로 주 종목은 창던지기이다. 1992년 하계 올림픽에서 은메달, 1988년과 1996년 하계 올림픽에서 동메달을 획득했으며, 1987년 세계 육상 선수권 대회에서 우승했다.